# Église Saint-Théodulphe de Villers-aux-Nœuds
L'église de Villers-aux-Nœuds  est une église romane construite au XIIIe siècle, dédiée à saint Théodulf et située dans la Marne .

## Historique
L'église remonte au XIIe siècle et est dédiée à Théodulf d'Orléans. De style roman, elle est classée aux monuments historiques depuis 1920.

## Architecture
La nef, du XIIe siècle est à voûte charpentée et ses bas-côtés ont disparu ainsi que la tribune qui a laissé une trace sur la façade, des colonnettes (XIIIe) sur la piles de la première travée.  Elle est surmontée d'une tour carré romane au-dessus de la croisée de transept. Le chœur, influencé par l'architecture rémoise est du XIIIe.

## Galerie d'images

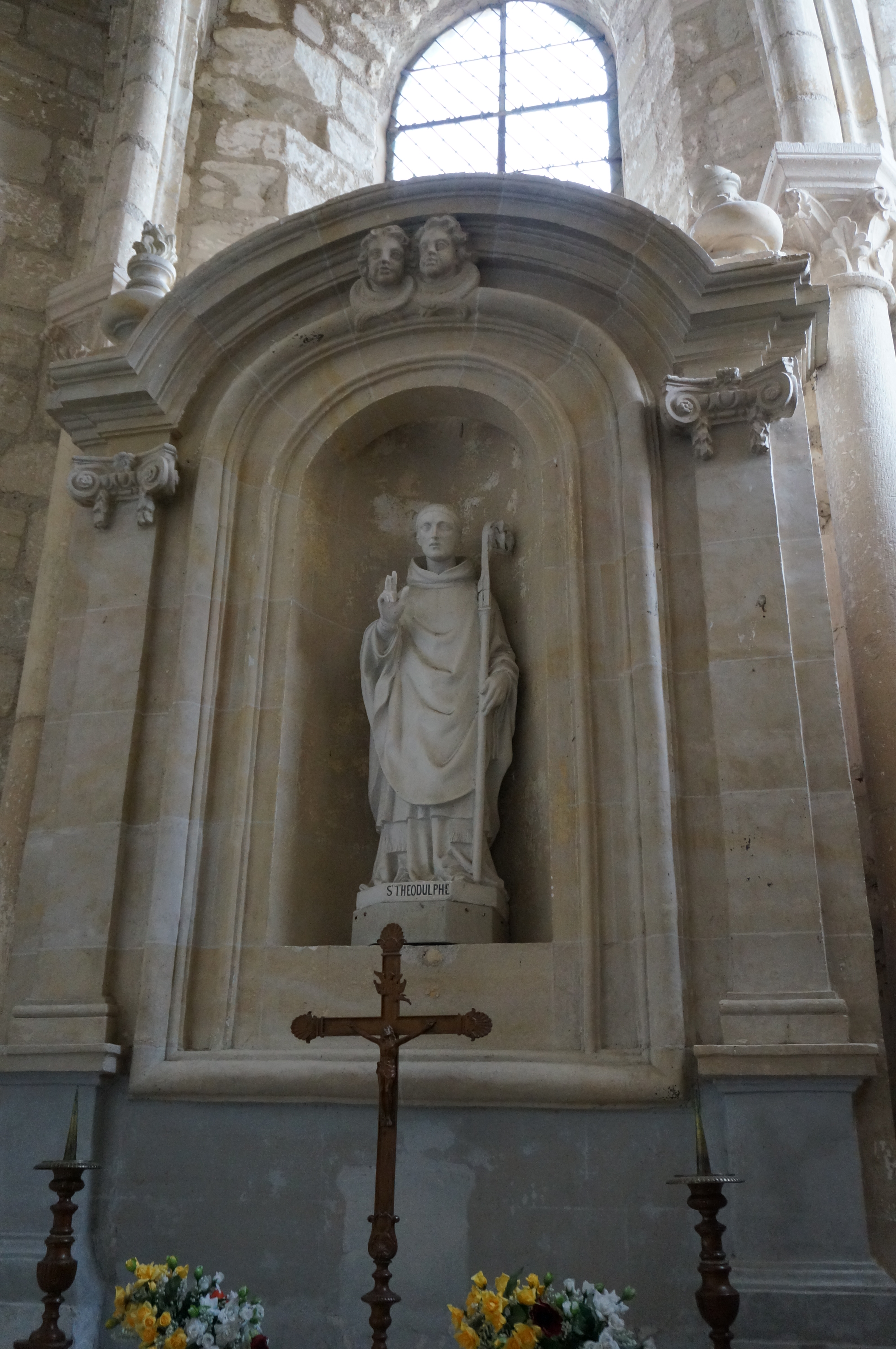
Chapelle et autel à Théodulphe.
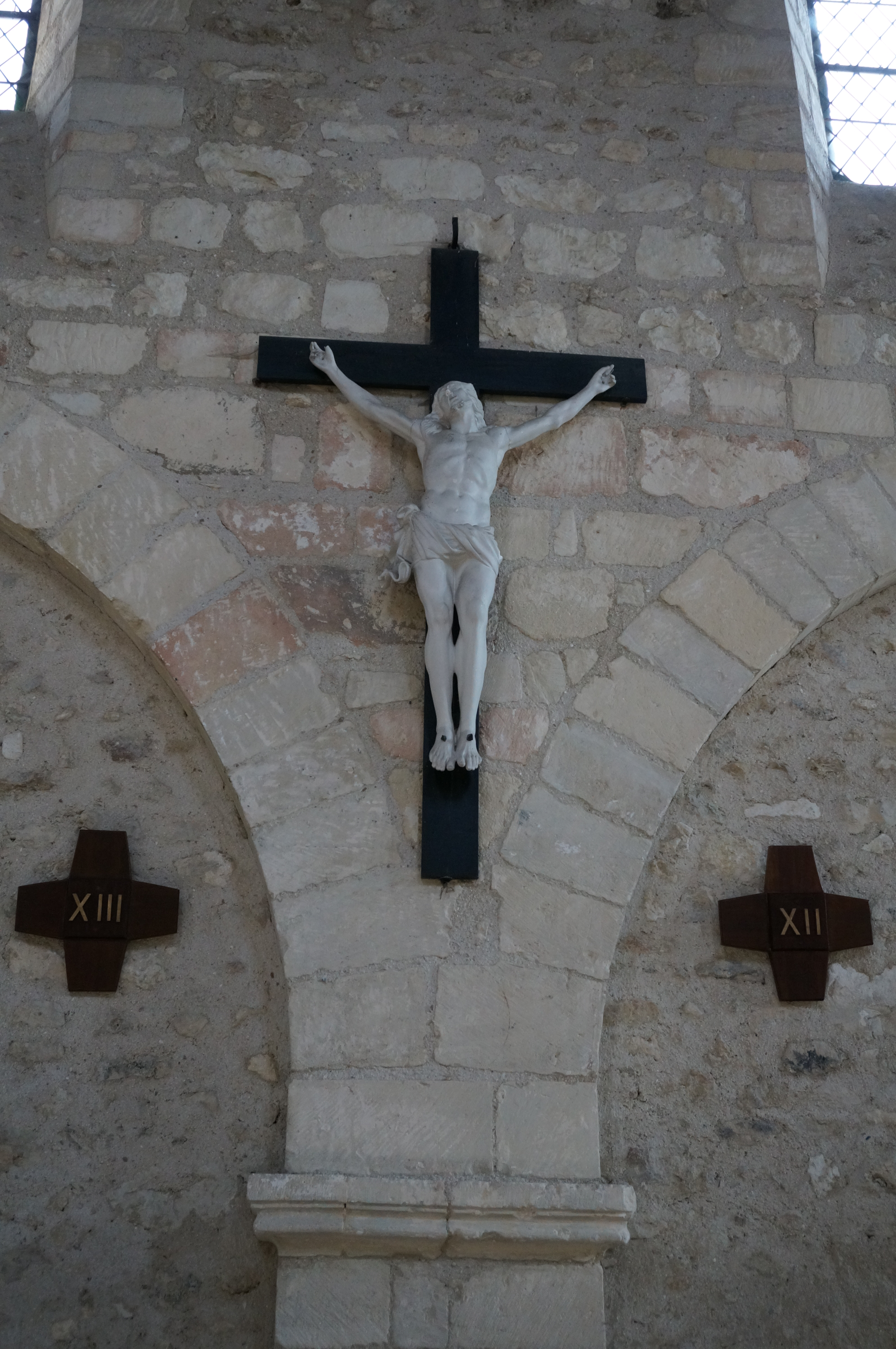
Croix et pilier sud.
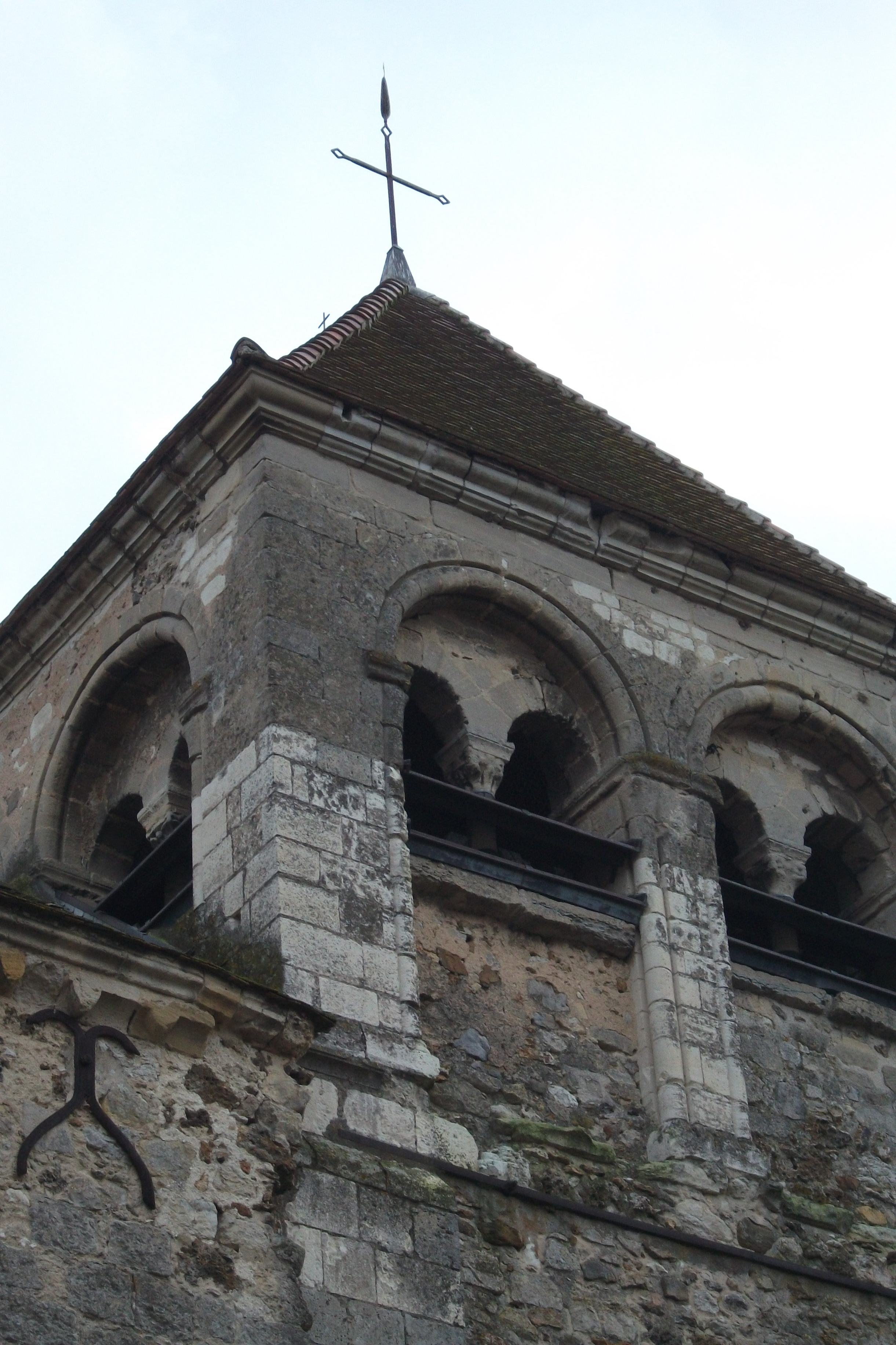
Détail du clocher.
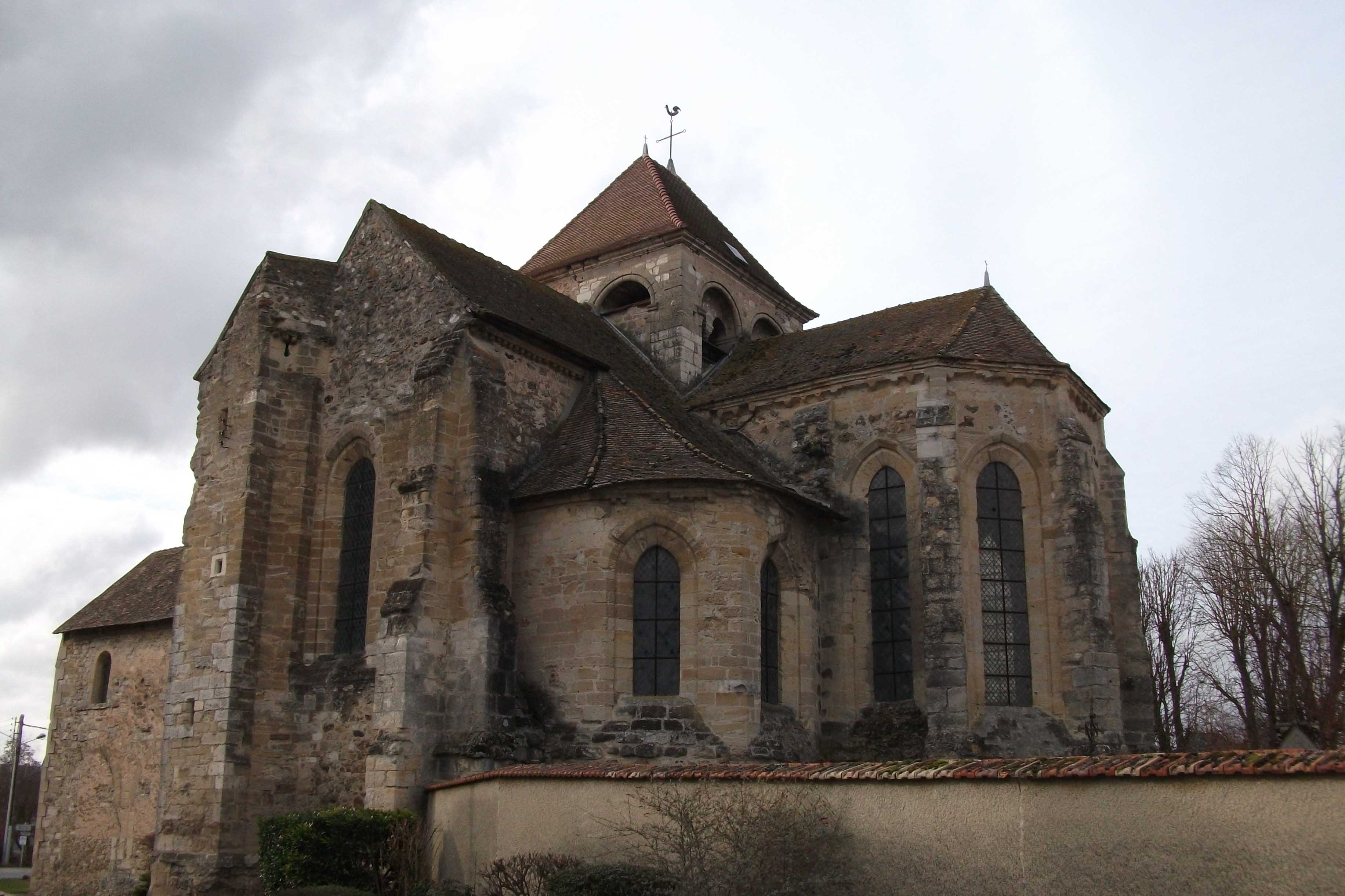
Abside et côté sud.
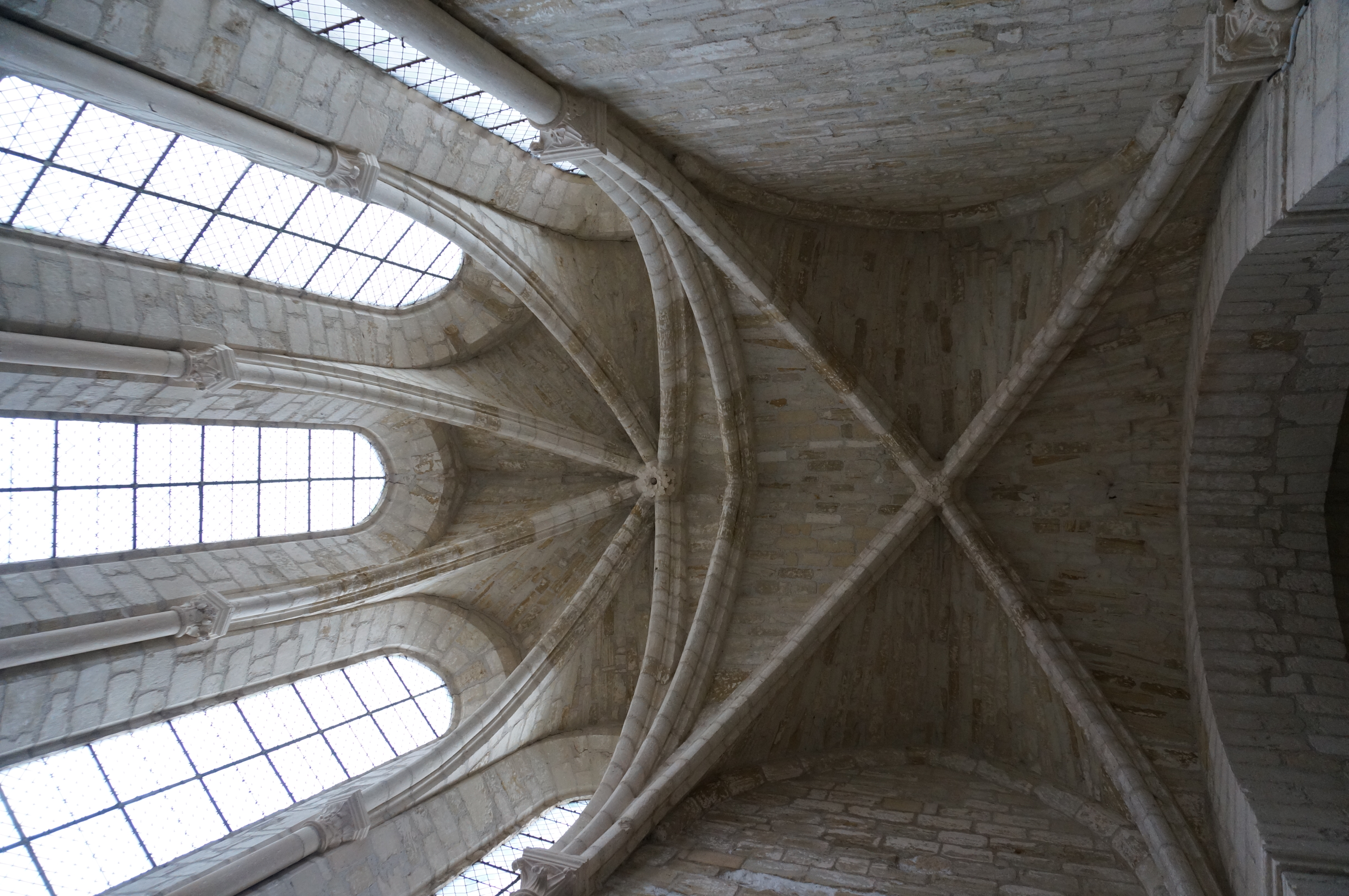
L'abside.